# Pierre Wavre
Pour les articles homonymes, voir Wavre (homonymie).
Pierre Wavre, né en 1944 à Lausanne, est un flûtiste vaudois qui fut directeur de la Haute École de musique de Lausanne.

## Biographie
Pierre Wavre fait des études de droit et de musique. Dans la classe de flûte de Marinette Defrancesco, il obtient une licence de concert, avant de se perfectionner auprès d'Aurèle Nicolet à Fribourg-en-Brisgau et de Jean-Pierre Rampal à Paris. Il est flûtiste solo à l'Orchestre de Winterthour pendant deux ans, puis revient à Lausanne où il est nommé première flûte solo à l'Orchestre de chambre de Lausanne (OCL).
En 1973, Pierre Wavre est nommé professeur de flûte pour les classes professionnelles au Conservatoire de Lausanne. De 1975 à 1991, il siège au Conseil de fondation et au Comité de direction du Conservatoire. Il préside en parallèle la section vaudoise de l'Union suisse des musiciens de 1984 à 1991, et est délégué des musiciens de l'OCL pendant six ans. En 2001, il est nommé directeur du Conservatoire de Lausanne où il succède à Olivier Cuendet. Durant son mandat, il a la difficile tâche de transformer le Conservatoire en Haute École de musique (HEM). Dans ce contexte, il intègre les classes professionnelles de l'école de jazz et de musique actuelle (EJMA) dans la HEM. Il finalise également le rattachement des enseignements professionnels des Conservatoires de Sion et de Fribourg à la HEM de Lausanne. De 2006 à 2010, il préside la conférence des Hautes écoles de musique suisses.
De 2009 à 2012, Pierre Wavre est président du Conseil de fondation de l'Orchestre de chambre de Lausanne. Depuis 2011, il est membre de la Fondation concours suisse de musique pour la jeunesse, membre du Conseil de fondation de l'Académie de musique Tibor Varga, et depuis mai 2012, président de la Fondation pour l'enseignement de la musique. Il est en outre membre des Conseils de fondation des institutions suivantes : Haute école de musique - Conservatoire supérieur de musique de Genève (HEM-CSMG) ; Fondation Art et Vie ; Fondation Bibliothèque Marcel Brion ; Fondation Leenaards ; Fondation Métropole ; Fondation suisse pour la promotion des jeunes musiciens d'orchestre (SON).

## Sources
- « Pierre Wavre », sur la base de données des personnalités vaudoises sur la plateforme « Patrinum » de la Bibliothèque cantonale et universitaire de Lausanne.
- 150 ans du Conservatoire de Lausanne, Antonin Scherrer, Infolio éditions, Gollion 2011;
- Aloÿs Fornerod, CD et livret, [Lausanne], RSR, 2000;
- Le Temps, 2009/12/09;
- 24 Heures, 2007/09/14, p. 34;
- 24 Heures, 2010/12/28, p. 27;
- 24 Heures, 2012/10/12, p. 29